# Seega
Seega – dzielnica gminy Kyffhäuserland w Niemczech, w kraju związkowym Turyngia, w powiecie Kyffhäuser. Do 30 grudnia 2012 samodzielna gmina, wchodziła w skład wspólnoty administracyjnej Kyffhäuser.